# Le Valdécie
Le Valdécie est une ancienne commune française du département de la Manche et la région Normandie, devenue le 1er janvier 2016 une commune déléguée au sein de la commune nouvelle de Bricquebec-en-Cotentin.
Elle est peuplée de 142 habitants.

## Géographie
La commune est au sud-ouest de la péninsule du Cotentin. Son bourg est à 6,5 km au sud de Bricquebec, à 10 km au nord-est de Barneville-Carteret et à 12 km au nord-ouest de Saint-Sauveur-le-Vicomte.
| Sortosville-en-Beaumont                        | Les Perques         | Les Perques, Saint-Jacques-de-Néhou         |
| Saint-Pierre-d'Arthéglise                      | du Valdécie         | Saint-Jacques-de-Néhou                      |
| Saint-Pierre-d'Arthéglise, Fierville-les-Mines | Fierville-les-Mines | Saint-Jacques-de-Néhou, Fierville-les-Mines |

## Toponymie
Le toponyme est attesté sous les formes Vallis Seie en 1042, et Valle Scie au XIIIe siècle.
Il est issu par fausse graphie du val de Scye (vallée de la Scye).
Le gentilé est Valdéciais.

## Histoire
Geoffroy d'Harcourt et ses partisans dont Jean Guiffre, seigneur de Gatteville, et ses frères Geoffroy et Julien, après avoir marché contre le château de Chiffrevast qu'ils mettent à feu et à sang le 2 mars 1354, feront subir le même sort aux moulins d'Huberville et de Banville, ainsi qu'aux manoirs du Val de Sie (Bricquebec), de Bricquebosq et de Prêtreville.
Le village est libéré par le 60e régiment du lieutenant-colonel Fred de Rohan de la 9e division US du général Eddy.

## Politique et administration

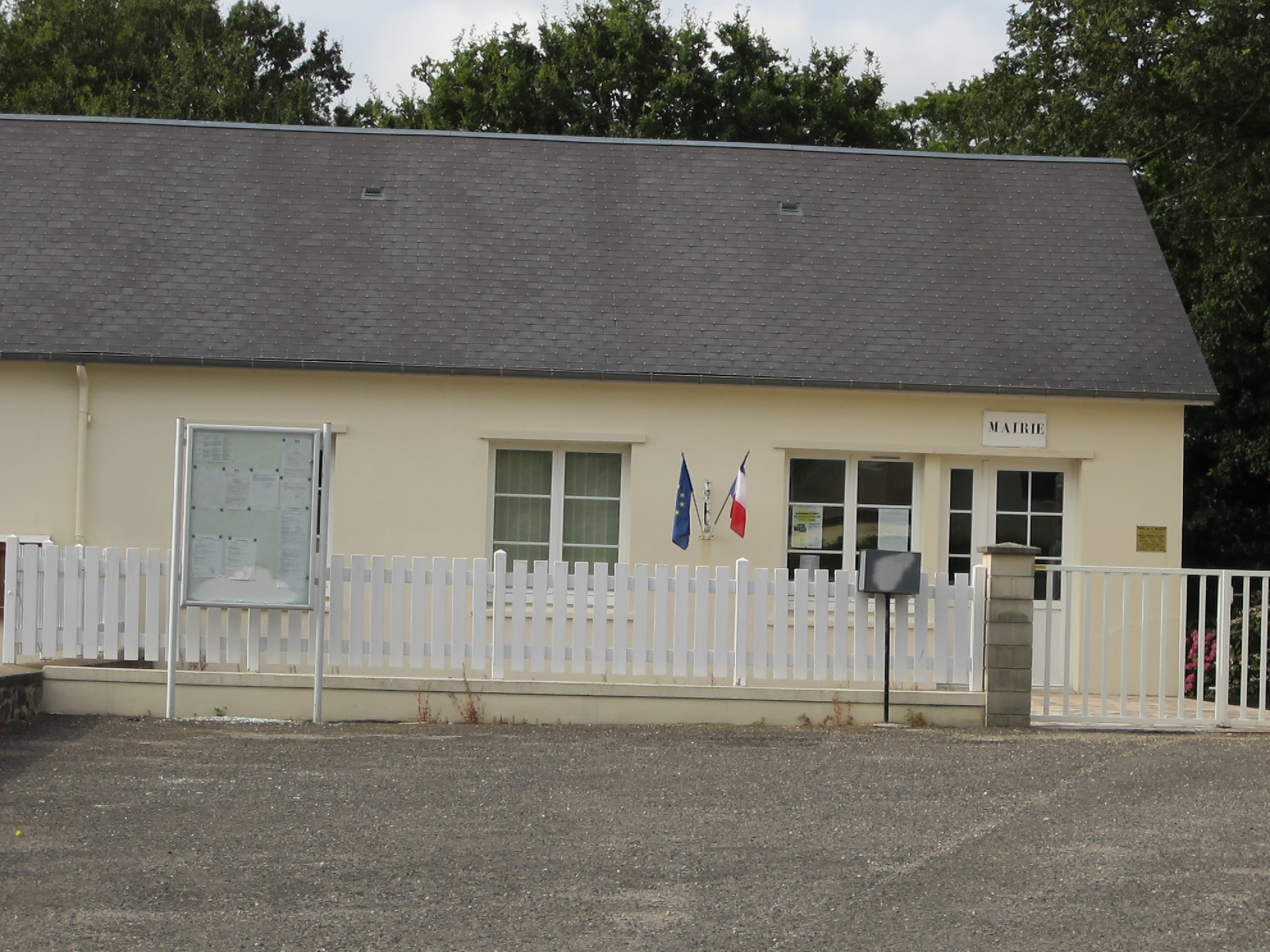
La mairie.

Le conseil municipal était composé de onze membres dont le maire et un adjoint.
| Période  | Période   | Identité           | Étiquette | Qualité                 |
| -------- | --------- | ------------------ | --------- | ----------------------- |
| 2008     | déc. 2015 | Roger Rousseau     | SE        | Retraité                |
| mai 2020 | En cours  | Sébastien Langlois | DVD       | Électricien en bâtiment |

## Démographie
En 2021, la commune comptait 142 habitants. Depuis 2004, les enquêtes de recensement dans les communes de moins de 10 000 habitants ont lieu tous les cinq ans (en 2008, 2013, 2018, etc. pour Le Valdécie) et les chiffres de population municipale légale des autres années sont des estimations.
Le Valdécie a compté jusqu'à 317 habitants en 1806. Elle est la commune la moins peuplée du canton de Bricquebec.
| 1793 | 1800 | 1806 | 1821 | 1831 | 1836 | 1841 | 1846 | 1851 |
| ---- | ---- | ---- | ---- | ---- | ---- | ---- | ---- | ---- |
| 306  | 256  | 317  | 302  | 302  | 287  | 260  | 258  | 222  |

| 1856 | 1861 | 1866 | 1872 | 1876 | 1881 | 1886 | 1891 | 1896 |
| ---- | ---- | ---- | ---- | ---- | ---- | ---- | ---- | ---- |
| 261  | 247  | 252  | 263  | 250  | 278  | 251  | 256  | 254  |

| 1901 | 1906 | 1911 | 1921 | 1926 | 1931 | 1936 | 1946 | 1954 |
| ---- | ---- | ---- | ---- | ---- | ---- | ---- | ---- | ---- |
| 207  | 197  | 186  | 194  | 173  | 185  | 190  | 186  | 181  |

| 1962 | 1968 | 1975 | 1982 | 1990 | 1999 | 2008 | 2013 | 2018 |
| ---- | ---- | ---- | ---- | ---- | ---- | ---- | ---- | ---- |
| 183  | 171  | 148  | 152  | 153  | 136  | 117  | 145  | 145  |

| 2019 | - | - | - | - | - | - | - | - |
| ---- | - | - | - | - | - | - | - | - |
| 144  | - | - | - | - | - | - | - | - |

## Lieux et monuments

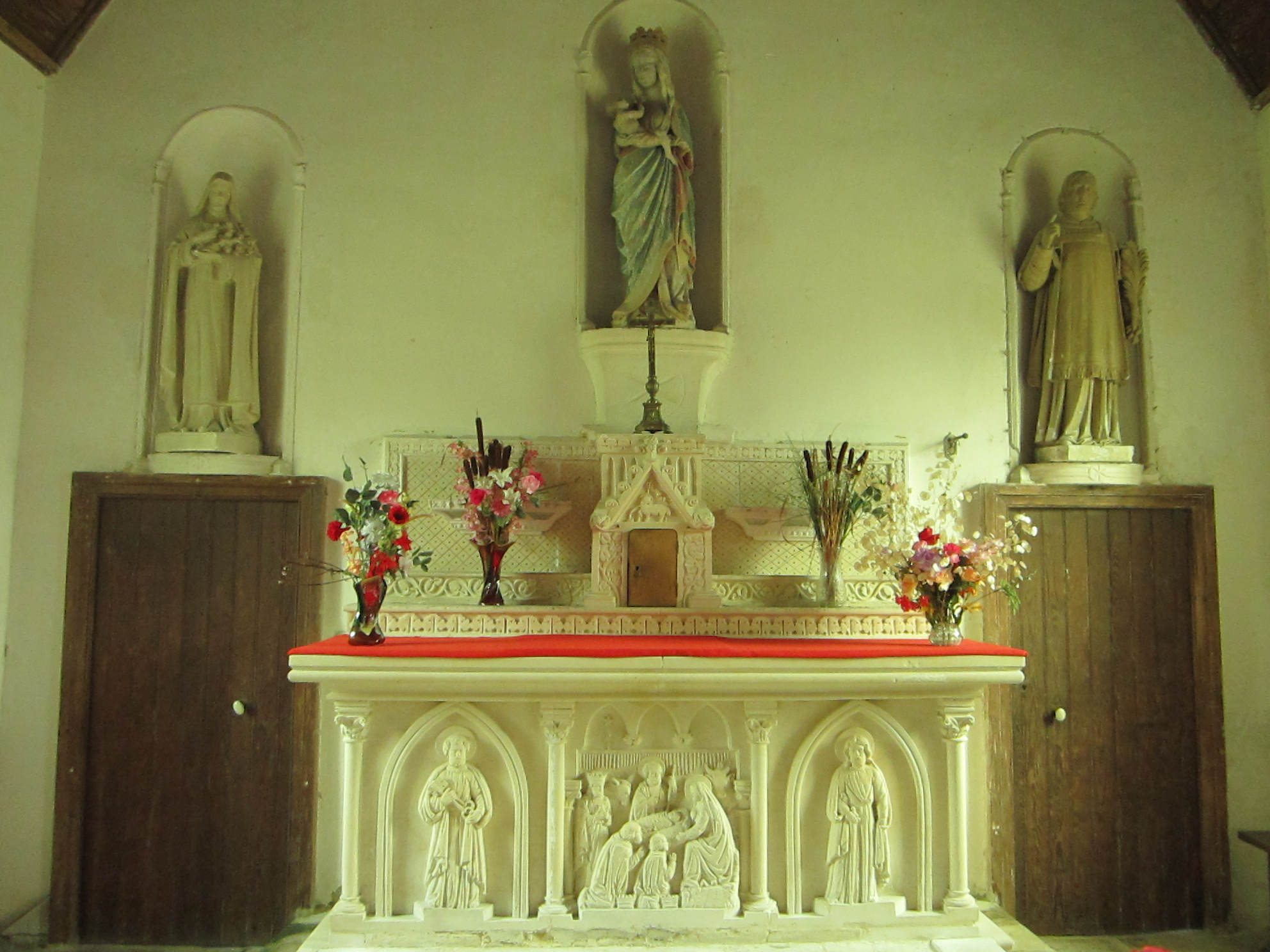
Le maitre-autel et la Vierge à l'Enfant.

- Église Notre-Dame du XVIIIe siècle avec une croix de faîtage (XVe). C'était à l'origine une ancienne chapelle dépendant d'Arthéglise. L'édifice  est composé d'une nef et du chœur en prolongement avec la tour accolée à l'ensemble. Elle abrite une Vierge à l'Enfant du XVe classée en 1980 au titre objet aux monuments historiques[17], un autel (XVIIe), un Chemin de Croix (XIXe), épitaphes de la famille de Launoy (XVIIe-XVIIe), des fonts baptismaux (XVIIIe), une statue de saint Vincent (XIXe)[9].
- Croix de cimetière (XVIIIe siècle).

## Personnalités liées à la commune

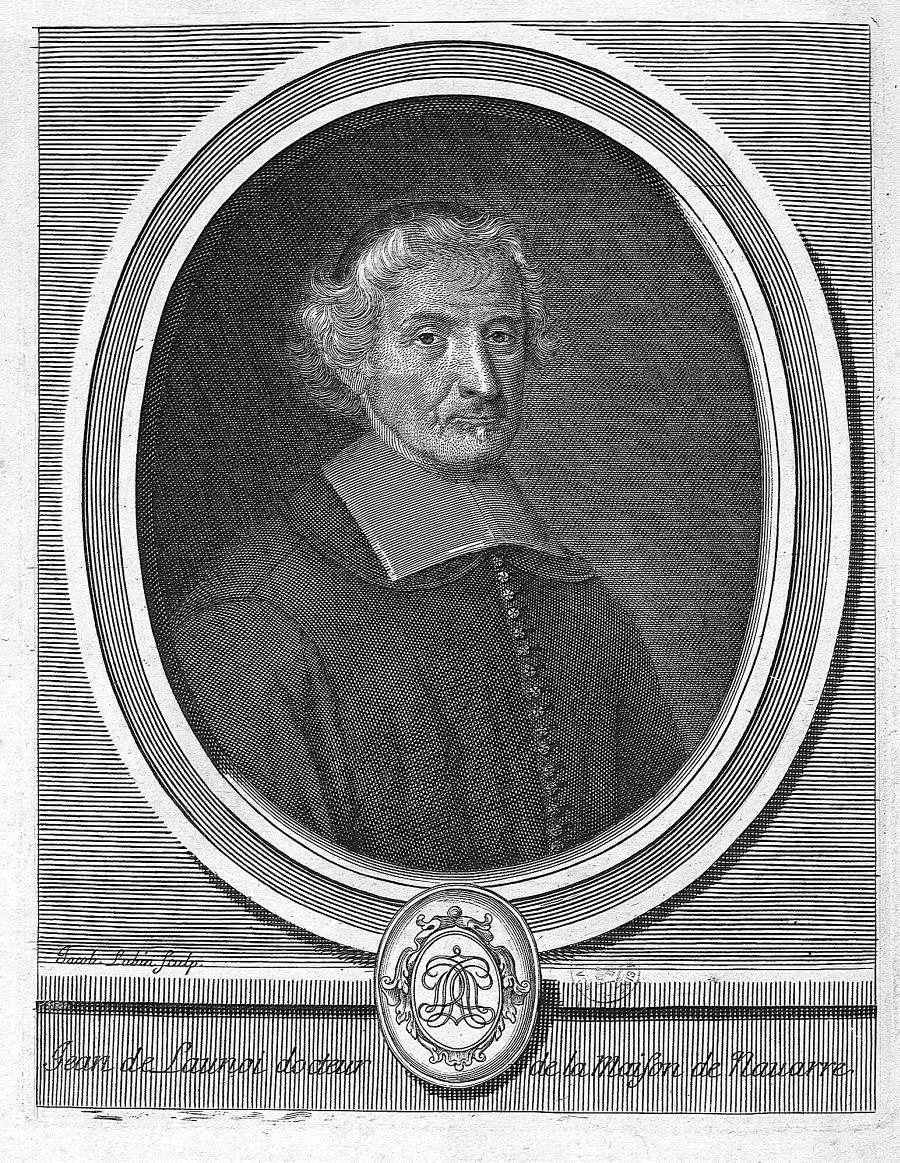
Jean de Launoy.

- Jean de Launoy (Le Valdécie 1603 - Paris 1678), historien, docteur en Sorbonne.